# 신증산역
신증산역(新甑山驛)은 조선민주주의인민공화국 함경남도 단천시 남두일면 증산리에 위치한 철도역이다.조선총독부 철도에 의해 1943년 12월 4일에 개업되었다.